# Крепость Намюр

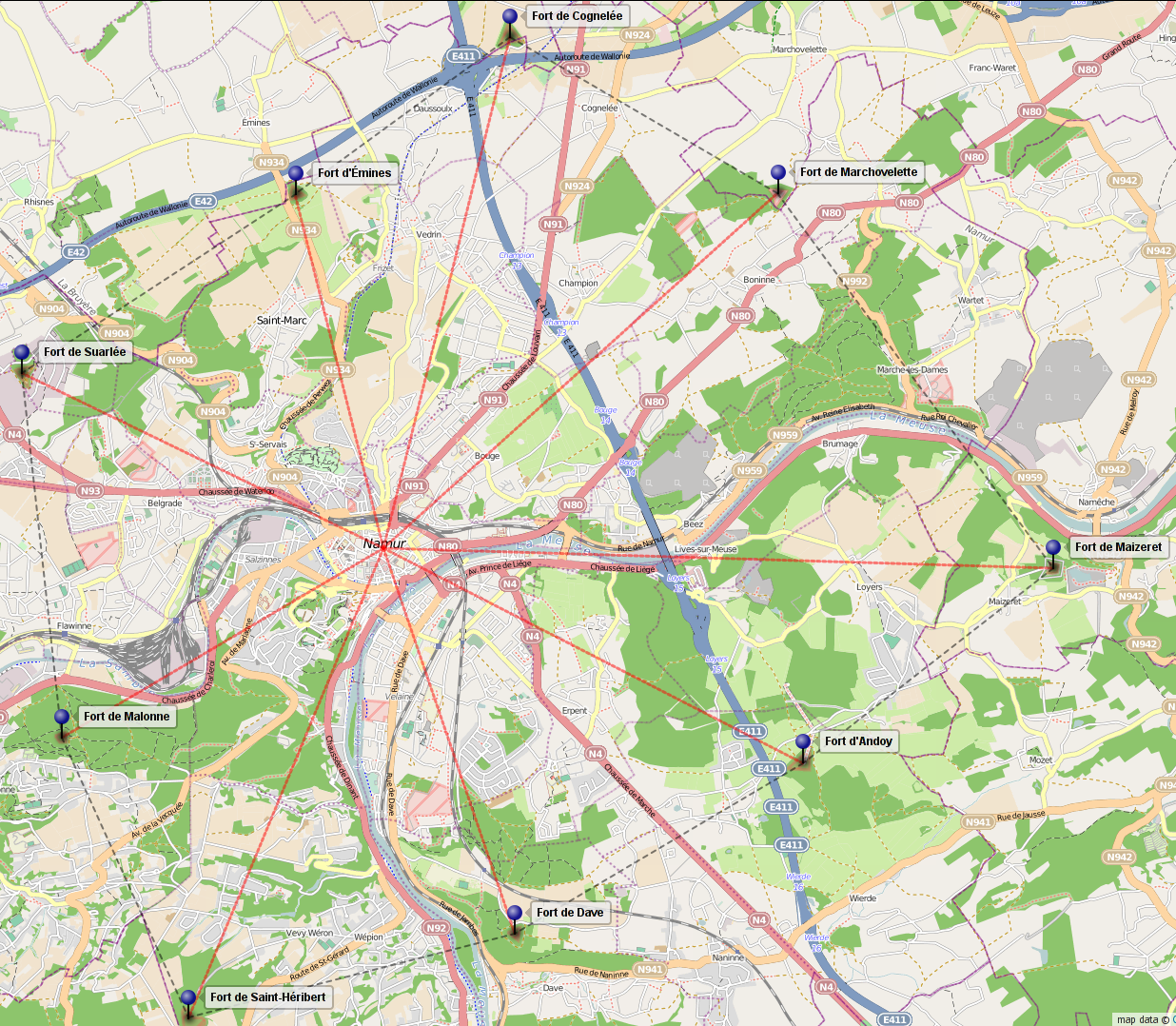
[http://umap.openstreetmap.fr/fr/map/positions-fortifiee-namur_6068 Карта: Форты Намюра на карте

Крепость Намюр, «Укреплённая позиция Намюр» (сокр. УПН, фр. position fortifiée de Namur) была основана властями Бельгии перед Первой мировой войной, чтобы укрепить традиционный наступательный коридор между Германией и Францией через Бельгию. Позиция представляла собой кольцо фортов вокруг города Намюр. Изначально была задумана бельгийским генералом Анри Алексис Бриальмоном, чтобы удержать Францию от вторжения в Бельгию. Старые фортификации включали в себя 9 фортов постройки 1888—1892 годов на обоих берегах реки Маас вокруг Намюра. В годы прямо перед Второй мировой войной форты были модернизированы с учётом недостатков, которые в 1914 году привели к падению Льежа и быстрому взятию Намюра. В то время, как намюрские укрепления продолжали номинально удерживать Францию от нарушения бельгийского нейтралитета, 7 модернизированных фортов предназначались для поддержки «Укреплённой позиции Льеж» (УПЛ), которая должна была предупредить второе германское вторжение в Бельгию на пути к Франции. Политика нейтралитета и фортификационная программа потерпели неудачу, и форты Намюра были скоропостижно захвачены в ходе Бельгийской кампании в 1940 году.

## Оборонительная линия Намюра
Первые модернизированные форты были построены между 1888 и 1892 годами по инициативе бельгийского генерала Анри Алексис Бриальмона. Форты создали оборонительный пояс вокруг Намюра на расстоянии 7 км от центра города. После франко-прусской войны и Германия, и Франция хорошо укрепили свои новые границы в Эльзасе и Лотарингии. Сравнительно незащищённая долина реки Маас в Бельгии представлялась привлекательной альтернативой для сил, стремящихся вторгнуться или в Германию, или во Францию. Равнины Фландрии облегчали транспортировку, могли предоставить еду и топливо для интервента. Бриальмон понимал, что однажды Франция и Германия будут снова воевать. Укрепления в Льеже и Намюре могли заставить Францию и Германию отказаться от мысли вести их следующую войну в Бельгии. Укрепления Льежа предназначались для сдерживания Германии, в то время как форты Намюра были направлены против Франции. В случае войны, задачей фортов было задержать продвижение врага, пока будут мобилизованы бельгийские силы.

## Форты

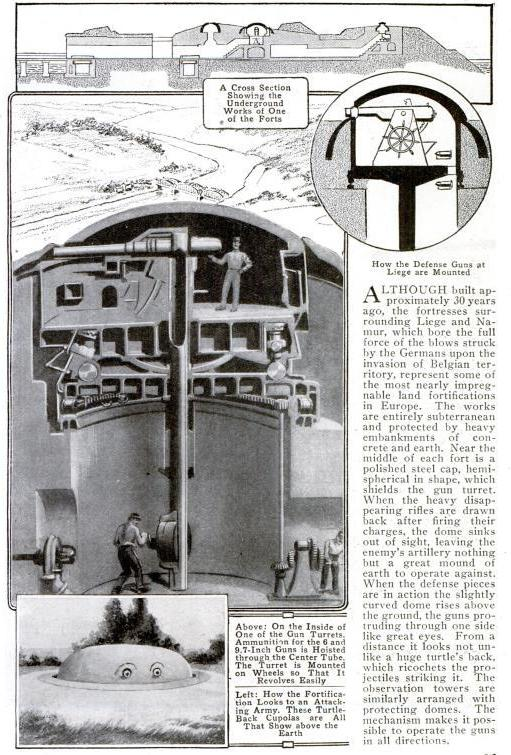
Орудийная башня в разрезе и форт из Popular Mechanics

Форты Намюра были расположены как показано ниже:
- Левый берег Мааса:
  - Форт де Малон[англ.] (50°26′40″ с. ш. 04°48′30″ в. д.HGЯO)
  - Форт де Сент-Эрибер[англ.] (50°24′45″ с. ш. 04°49′54″ в. д.HGЯO)
  - Форт де Сюарле[англ.] (50°29′09″ с. ш. 04°48′04″ в. д.HGЯO)
  - Форт д'Эмин[англ.] (50°30′24″ с. ш. 04°51′00″ в. д.HGЯO)
  - Форт де Коньеле[англ.] (50°31′28″ с. ш. 04°53′19″ в. д.HGЯO)
  - Форт де Маршовелет[англ.] (50°30′24″ с. ш. 04°56′06″ в. д.HGЯO)
- Правый берег Мааса:
  - Форт де Мезере[англ.] (50°27′49″ с. ш. 04°59′13″ в. д.HGЯO)
  - Форт д'Андуа[англ.] (50°26′28″ с. ш. 04°56′30″ в. д.HGЯO)
  - Форт де Дав[англ.] (50°25′17″ с. ш. 04°53′25″ в. д.HGЯO)

На форты были возложены следующие задачи. Форт де Сюарле прикрывал дорогу на Брюссель, дорогу на Жамблу и железную дорогу Брюссель — Намюр. Эмин фланкировал дорогу на Брюссель и железнодорожные пути Брюссель — Намюр и Тинен — Намюр. Коньеле защищал дорогу на Лёвен и железнодорожный путь на Тирлемон. Маршовелет фланкировал дорогу на Анню. Мезере прикрывал подступы из долины Мааса к востоку, ключевую линию немецкого наступления, включающую Льежскую дорогу, железную дорогу Льеж — Намюр и мост Намеш. Андуа фланкировал дорогу на Жосс и железную дорогу Намюр — Люксембург. Дав защищал долину Мааса к югу от Намюра, дорогу на Динан и железнодорожные линии на Динан и Арлон. Сент-Эрибер фланкировал улицу Сейнт Жерар и меньшие дороги к реке на юго-западном плато. Малон фланировал долину Самбры в западном направлении, улицу де Шатле и железную дорогу на Шарлеруа. Район Намюра был разбит на оборонительные сектора, как показано в таблице ниже:
| Форты Намюра | Форты Намюра          | Форты Намюра               | Форты Намюра                   | Форты Намюра                                          | Форты Намюра   | Форты Намюра                      |
| Название     | Размер и форма        | Высота над уровнем моря, м | Расстояние от центра города, м | Расстояние до соседнего форта (по часовой стрелке), м | Сектор обороны | Модернизация перед Второй мировой |
| ------------ | --------------------- | -------------------------- | ------------------------------ | ----------------------------------------------------- | -------------- | --------------------------------- |
| Малон        | Малый трапецеидальный | 195                        | 4 700                          | 4 000                                                 | 2              | модернизировался                  |
| Сент-Эрибер  | Большой треугольный   | 245                        | 6 400                          | 4 300                                                 | 2              | модернизировался                  |
| Сюарле       | Большой треугольный   | 185                        | 5 100                          | 4 700                                                 | 3              | модернизировался                  |
| Эмин         | Малый треугольный     | 190                        | 4 750                          | 4 150                                                 | 3              | не модернизировался               |
| Коньеле      | Большой треугольный   | 200                        | 6 850                          | 3 375                                                 | 4              | не модернизировался               |
| Маршовелет   | Малый треугольный     | 195                        | 6 850                          | 5 950                                                 | 4              | модернизировался                  |
| Мезере       | Малый трапецеидальный | 190                        | 8 700                          | 5 950                                                 | 1              | модернизировался                  |
| Андуа        | Большой треугольный   | 220                        | 6 050                          | 4 100                                                 | 1              | модернизировался                  |
| Дав          | Малый треугольный     | 190                        | 5 700                          | 4 250                                                 | 1              | модернизировался                  |

Другим укреплением Намюра, устаревшим во время Бриальмона, была центральная ограда — цитадель. К тому времени она не играла никакой военной роли. В 1930-х годах использовалась как командный пункт УПН, который располагался в старом подземном помещении под цитаделью.
Строительство началось 28 июля 1888 года. Работы выполнялись французским консорциумом: Алье, Летельер Фрэр и Жюль Баррату. Форты были снаряжены орудиями равными или превосходящими по мощи существовавшую тогда (в 1888 году) осадную артиллерию: 22 см — у Франции и 21 см — у Германии. Бетон заливался обычной массой без армирования. Отсутствие ночного освещения означало, что для укладки можно использовать лишь дневной свет, а это было причиной слабой сцепки между слоями, уложенными в разные дни. Форты Льежа и Намюра имели всего 171 тяжёлое орудие. Лёгкая 57 мм артиллерия предназначалась для близкого боя. Каждый форт был оборудован паровым электрогенератором для освещения, насосов и прожекторов.

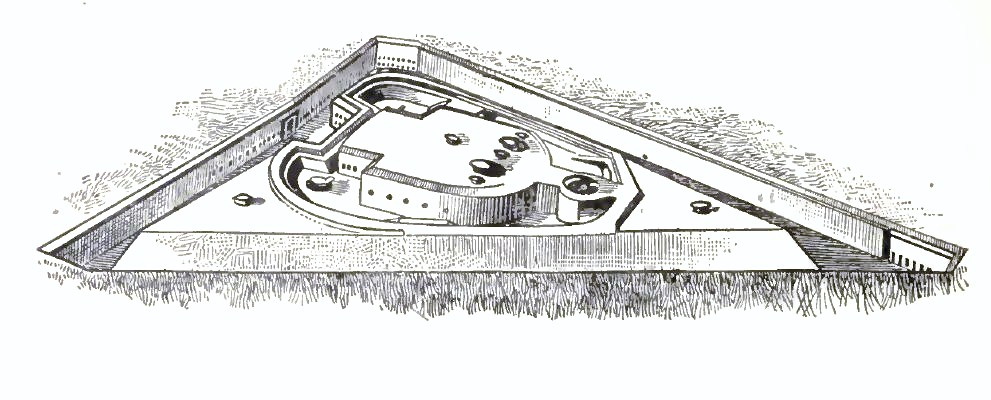
Треугольный бриальмоновский форт, 1914

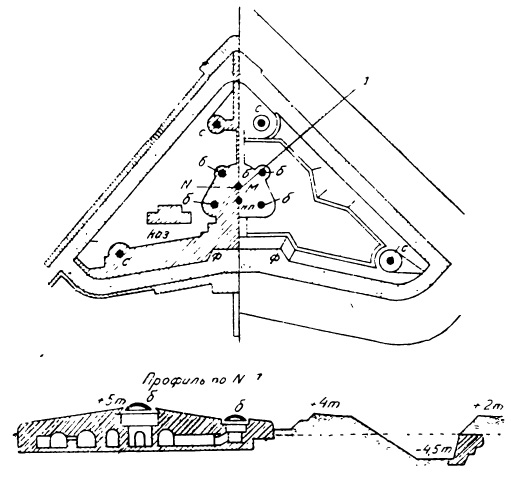
Типовой проект бриальмоновского треугольного форта

Форты строились по небольшому количеству проектов со стандартизированными деталями. В основу проектов всех фортов входили следующие критерии: все казематированные постройки должны строиться исключительно из бетона, орудия — устанавливать в броневых башнях. С этой целью бельгийское правительство заказало 147 броневых башен для фортов Льежа и Намюра. Заказ был распределён между 4 фирмами: одной германской (завод Грюзона) и тремя французскими (заводы Крезо, Сен-Шамона и Шатильон-Коммантри). Фортовая тяжёлая 12, 15 и 21 см артиллерия была произведена немецкой фирмой Круппа. Броневые башни обошлись казне в 30 млн франков, бетон — 35 млн, артиллерия — 29 млн. Общая стоимость сооружений Льежа и Намюра составила 100 млн франков. Эти крепости были очень дорогими по тем временам.
Каждый форт имел 3 типа вооружения:
- Бронированные орудийные башни дальнего боя, по 5—8 на форт;
- Выдвижные бронированные башни с 57 мм орудиями для ближнего боя, по 3 для треугольного, по 4 — для других фортов;
- 57 мм орудия в казематах для фланкирования рва, 6—8 на форт.

Треугольные или (в зависимости от ландшафта) четырёхугольные форты Намюра имели идентичные с фортами Льежа проекты. Всё же, чаще всего форты строились треугольными. Такая форма оправдывалась лишь тем, что для обороны рва требовалось меньше фланкирующих построек, чем в фортах трапецеидального и пятиугольного начертания. Серьёзным недостатком было то, что применить этот тип форта к неровной местности было весьма затруднительно, не говоря уже о маскировке. Таким образом, оборона рвов организовывалась следующим образом: два боковых рва фланкировались головным кофром (располагался в вершине треугольника), горжевой (задний) ров — казематированным фланками (на чертеже ф). Ров сухой, глубина рва — 4,5, ширина — 8 м. На внешнем откосе рва был насыпан земляной гласис высотой 2 м. Вал в форту был один и предназначался исключительно для пехоты, высота вала — 4 м; по краям валов (в барбетах) устанавливались броневые башенки (на чертеже с) для 57 мм скорострельных пушек. Внутри форта был расположен большой бетонный массив м с броневыми башнями б: центральная башня для — двух 15 см пушек, две передние — для 21 см гаубицы каждая, две тыльные — для двух 12 см пушек каждая. За центральной башней помещался наблюдательный пост нп с электрическим прожектором. В горже были расположены казематы форта (каз), рассчитанные на 2—3 роты гарнизона. Бетонные своды казематов заливались слоем бетона № 2 толщиной 1,5 м и слоем бетона № 3 толщиной 1 м. Состав бетона № 2 — 1:2:7.5, то есть есть одна часть цемента, 2 части песка и 7,5 части гальки (камня). Состав бетона № 3 — 1:2:5 цемента, песка и гальки соответственно. Форты рассчитывались, чтобы выдерживать удары артиллерии, равной их собственным самым тяжёлым орудиям: 21 см. Под огнём артиллерии форты выдерживали удары 21 см орудий и пробивались более мощными.

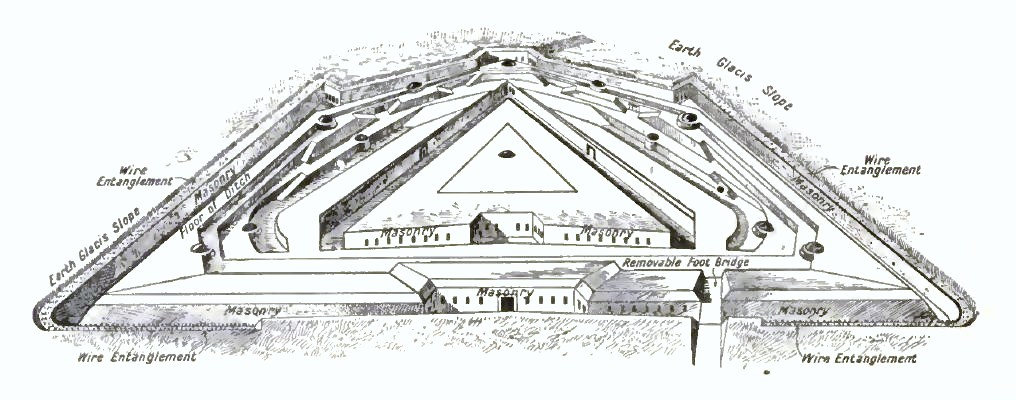
Трапецеидальный бриальмоновский форт, 1914

Входы были расположены в тыльной части форта, обращённой к Намюру, представляли собой длинный пандус. Входы были защищены следующим образом:
- Тамбур-сквозник с многочисленными орудийными амбразурами, перпендикулярными входу.
- Катящийся разводной мост, отходящий от края рва на 3,5 м, вооружён гранатомётами.
- Входная решётка.
- 57 мм орудия, направленные вдоль оси ворот.

Бриальмоновский форт имел более слабую заднюю часть, чтобы потерянный форт можно было легче возвратить силам гарнизона, контратакующим сзади.
В 1914 году каждый форт также имел подразделение пехоты, которое в теории должно было совершать вылазки в расположение осаждающих. На практике, было невозможно совершать такие вылазки под огнём германцев. Правда, к счастью для защитников, неточность германских артиллеристов была значительной.
По крайней мере, 60 % германских снарядов, в основном тяжёлых, пролетели мимо фортов. Крепостные орудия были менее мощными, чем германские, но зато более точными, причём можно было использовать знание местности и поддерживающий огонь соседних фортов. В бою огонь тяжёлой артиллерии делал тыльный ров ненадёжным, немцы могли прорваться через промежутки между фортами и захватить форт сзади.
Отрицательными сторонами крепости были:
1. Отсутствие центральной ограды (цитадель, как упоминалось выше, была упразднена), что делало возможным прорыв в город, откуда можно было угрожать всем фортам с тыла.
2. Отсутствие заблаговременной подготовки промежутков между фортами, что создавало почву для быстрого прорыва через них отрядами неприятеля.

Помимо технических недочётов, форты:
1. Были плохо применены к местности;
2. Не могли поддерживать друг друга, поэтому легко окружались неприятелем и захватывались поодиночке;
3. Могли действовать по промежуткам лишь в исключительных случаях, так как для этой цели не было создано специальных построек в виде промежуточных капониров и полукапониров; эту цель возложили на орудийные башни, которые играли одновременно роль противоштурмовых, и эта двойственность задачи была лишь во вред.
4. Имели малую площадь, на которой весьма тесно и скученно были расположены оборонительные элементы. Это приводило к быстрому разрушению всех этих элементов и деморализовывало гарнизон, даже когда по нему начинали стрелять орудия 21 см калибра на который и были рассчитаны форты[12].

## Форты Намюра в 1914

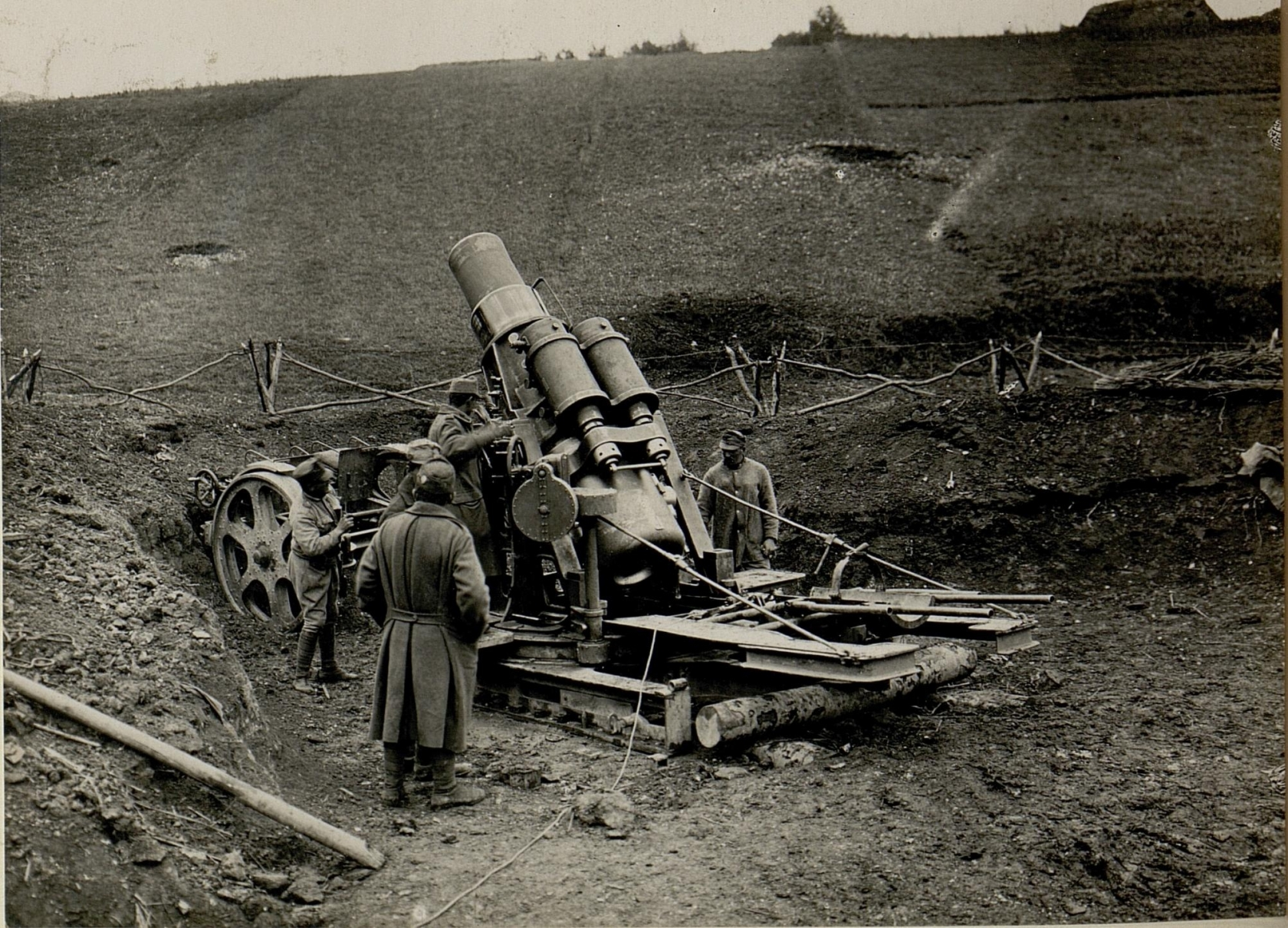
Австро-Венгерское 305-мм осадное орудие

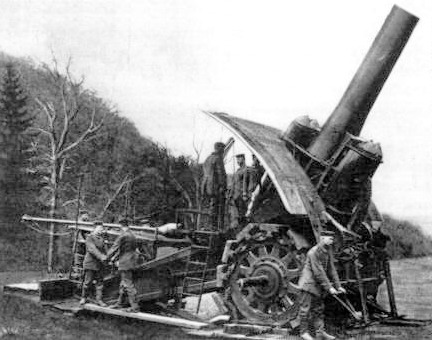
420мм сверхтяжёлое немецкое орудие типа M-Gerät 14

16 августа 1914 года Намюр осадили 2-я (Карл фон Бюлов) и 3-я (Макс фон Хаузен) германские армии, численностью приблизительно 107 000 человек. Намюр защищали 37 000 человек гарнизона фортов и бельгийская 4-я дивизия (Мишель). Целью бельгийцев было держаться в Намюре, пока не подоспеет французская армия. На следующий день после штурма форта Маршовелет (20 августа), 2-я армия начала генеральный обстрел. В то же самое время, надеясь не пропустить французские подкрепления, 2-я армия атаковала их в направлении Шарлеруа. Операция прошла успешно, поэтому только 1 французский полк смог достичь Намюра.
Во время осады немцами был применён опыт, полученный ими во время штурма аналогичной крепости Льеж. В отличие от Льежа, где быстрый немецкий штурм уступил тактике осады, в Намюре немцы немедленно развернули осадную артиллерию 21 августа 1914 года. Она включала австрийские 305-мм мортиры и 420-мм Большие Берты, стреляющие вне досягаемости крепостных орудий. Бой был неравным. В итоге форты испытывали все те проблемы, которые были у идентичных им льежских укреплений. Намюр был покинут полевой армией 23 августа, сразу после этого пали и форты.
Бельгийские форты имели малые запасы провизии, только для повседневных нужд гарнизона; уборные, души, кухни и морг располагались в контрэскарпе, что было совершенно ненадёжно в военное время. Это сильно повлияло на способность фортов выдерживать длительный штурм. Эти служебные помещения располагались прямо за казармой, открыто к тыльному рву форта, с более слабой защитой, чем «основные» 2 стороны. Также в то время, когда механическая вентиляция только зарождалась, это делало возможной естественную вентиляцию жилых и служебных помещений. Однако, такой расчёт в теории оказался губительным на практике. Обстрел тяжёлой артиллерией делал тыльный ров ненадёжным, и немецкие подразделения, овладев межфортовыми промежутками, могли атаковать форты сзади. Немецкая бомбардировка вынуждала всех защитников спрятаться в центральной части, где были недостаточные санитарные условия для 500 человек и непригодный от такого количества людей воздух. Пользуясь этим, немецкая артиллерия беспрепятственно разрушала форты сверху и сзади.
Форты Намюра доставили меньше помех германскому продвижению, чем льежские, так как немцы быстро усвоили уроки, полученный в Льеже, и применили их на идентичных укреплениях Намюра. Но если взять обе крепости, то вместе они задержали немецкое продвижение на несколько дней, позволяя Бельгии и Франции мобилизовать свои силы, и воспрепятствовали нападению немцев на неподготовленный Париж.

## «Position Fortifiée de Namur»

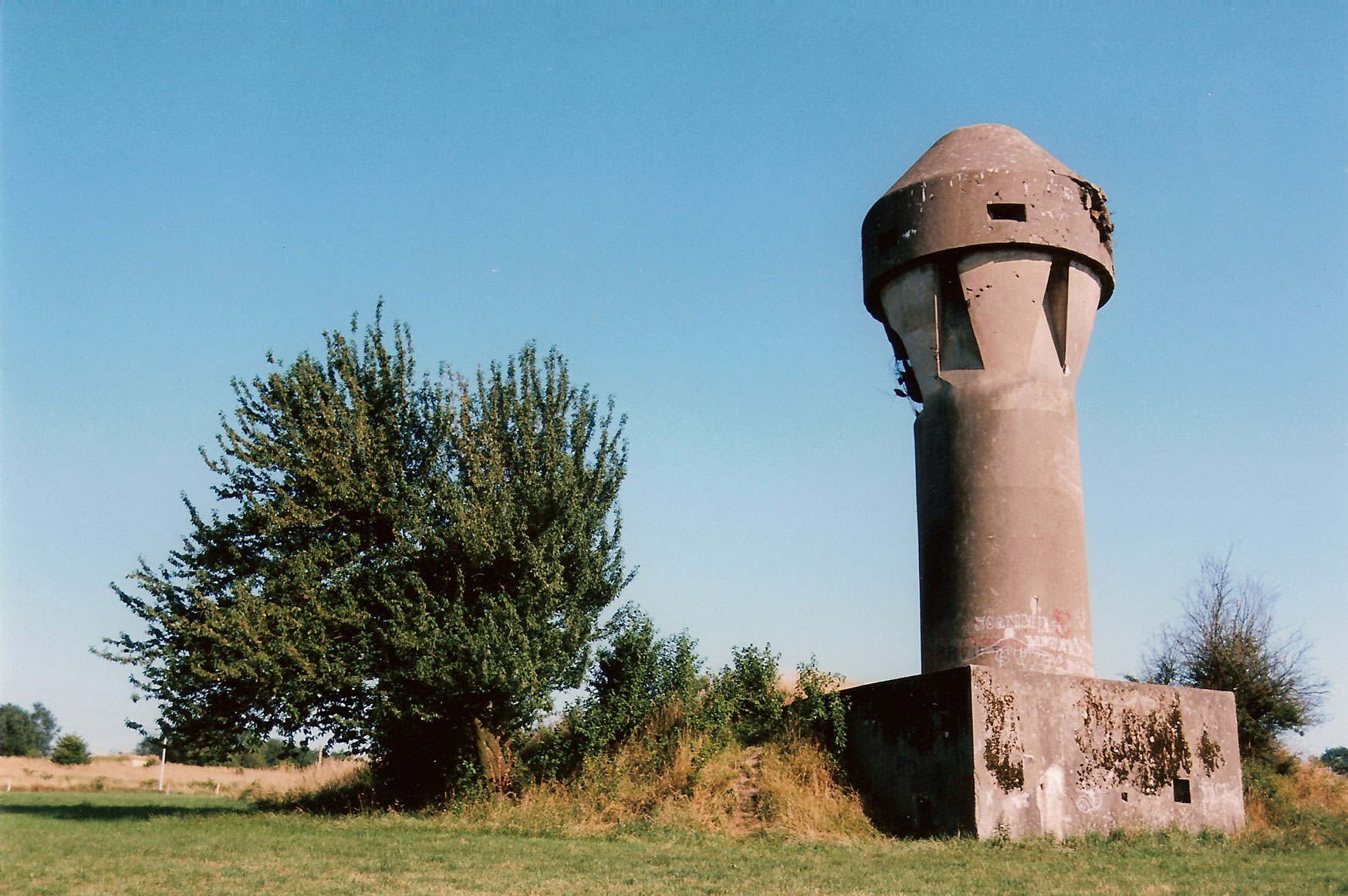
Форт де Бонселль (УПЛ I) : башня-воздухозаборник

УПН была задумана комиссией, которой было поручено предложить вариант восстановления обороноспособности Бельгии после Первой мировой войны. В донесении 1927 года было предложено создать новую линию укреплений к востоку от Мааса. Она включала в себя форт Эбен-Эмаль на бельгийско-нидерландско-немецкой границе, входивший в УПЛ I, при поддержке отремонтированных льежских фортов — УПЛ II. УПН была запасным вариантом, который защищал дорогу и ж/д пути, пересекающие Маас в Намюре.
С 1929 года бельгийцы отремонтировали 7 из 9-ти намюрских фортов: Маршовелет, Сюарли, Малон, Сен-Герберт, Андуа, Мезере и Дав. Улучшения коснулись и недостатков, обнаружившихся во время Первой мировой. Они включали в себя замену 21-см гаубиц на более дальнобойные 15-см орудия, 15-см гаубицы на — 120-мм, и добавление пулемётов. Были улучшены генераторные установки, вентиляция, санитарные условия, порядок размещения войск, а также коммуникации. К этому были добавлены изменения, которые были уже сделаны немцами во время занятия ими фортов в Первую мировую войну. В частности, модернизированные форты получили защищенные башни-воздухозаборники, построенные таким образом, чтобы быть похожими на водонапорные башни, которые могли функционировать как наблюдательные пункты и запасные выходы. Оставшиеся 2 форта (Эмин и Когноли) использовались как склад для амуниции.

### 1940
Во время Бельгийской кампании в мае 1940 года бельгийский VII Корпус, включающий 8-ю пехотную дивизию и Арденнских охотников, прочно обосновался в намюрских укреплениях, закрепив южный край линии Диль. Однако, Намюр был обойдён с южного фланга немецкими войсками, которые прорвали французскую оборону под Седаном, и VII Корпус без боя покинул Намюр, чтобы избежать окружения.
Форты подверглись первому обстрелу 15 мая. Маршовелет пал 18, Сюарли — 19, Малон и Сен-Герберт — 21, Андуа и Мезере — 23 мая.
Мезере стал мишенью для германских 88-мм зенитных орудий, которые оказались очень точными и эффективными против неподвижных бронированных целей.

## Нынешнее время
В отличие от укреплений Льежа, где 7 бриальмоновских и все форты УПЛ открыты для посещения, только 1 намюрский форт открыт — Форт де Сен-Герберт: он был засыпан землёй многие годы, но с 2013 года раскапывается и восстанавливается, посещение проводится с апреля по октябрь, каждое 4-е воскресенье месяца. Все остальные находятся в частной или военной собственности. Малонн закрыт как резерват для летучих мышей.
В контексте юбилейной программы Первой мировой войны местными властями Намюра был запущен проект, предполагающий создание открытого доступа к форту де Эмин (который останется частным). Хотя подземные сооружения службами безопасности и считаются ненадёжными, сооружения контрэскарпа и открытые площади будут очищены, также будут добавлены вывески.

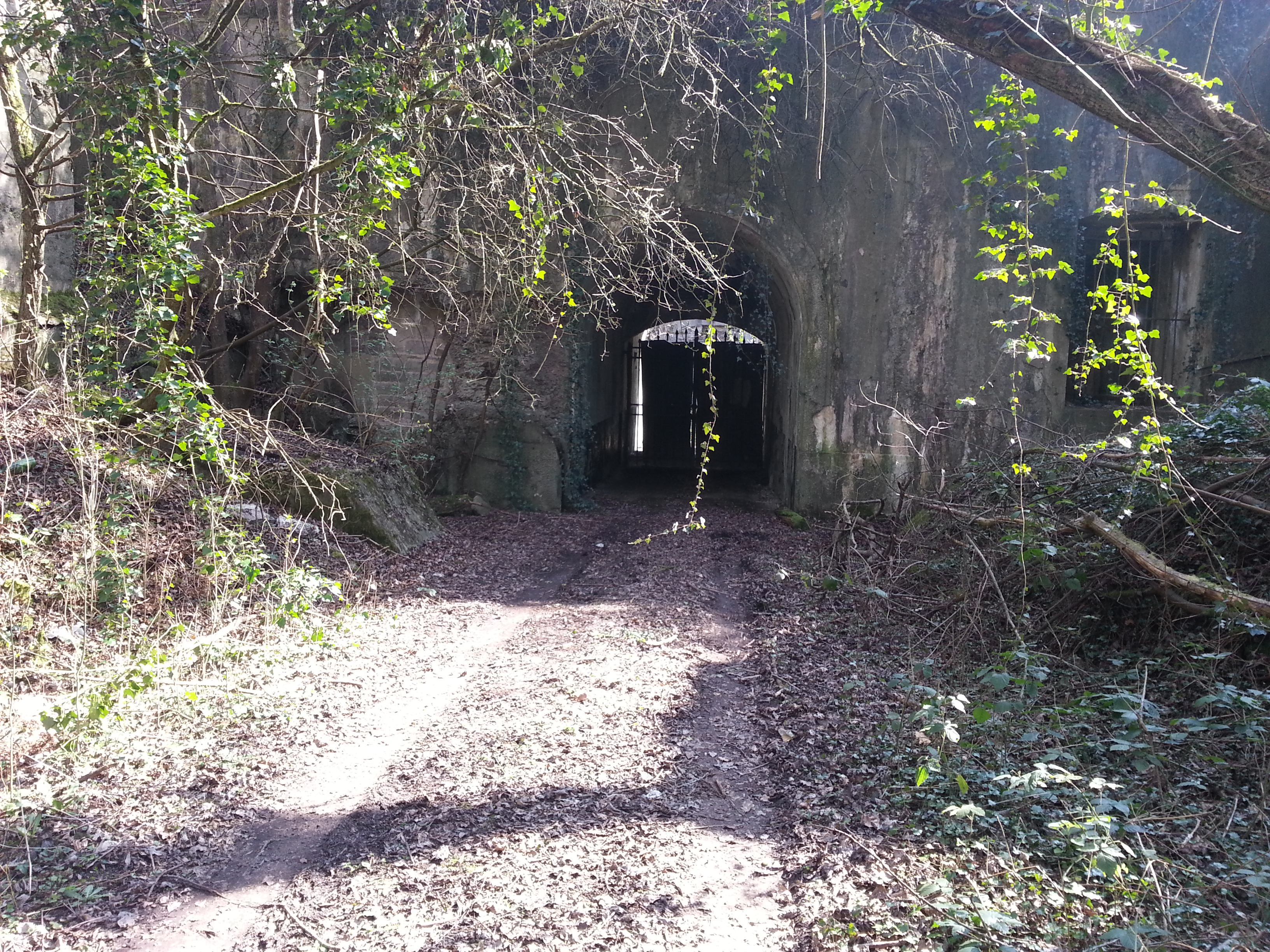
Вход в форт д'Андуа в 2014 году
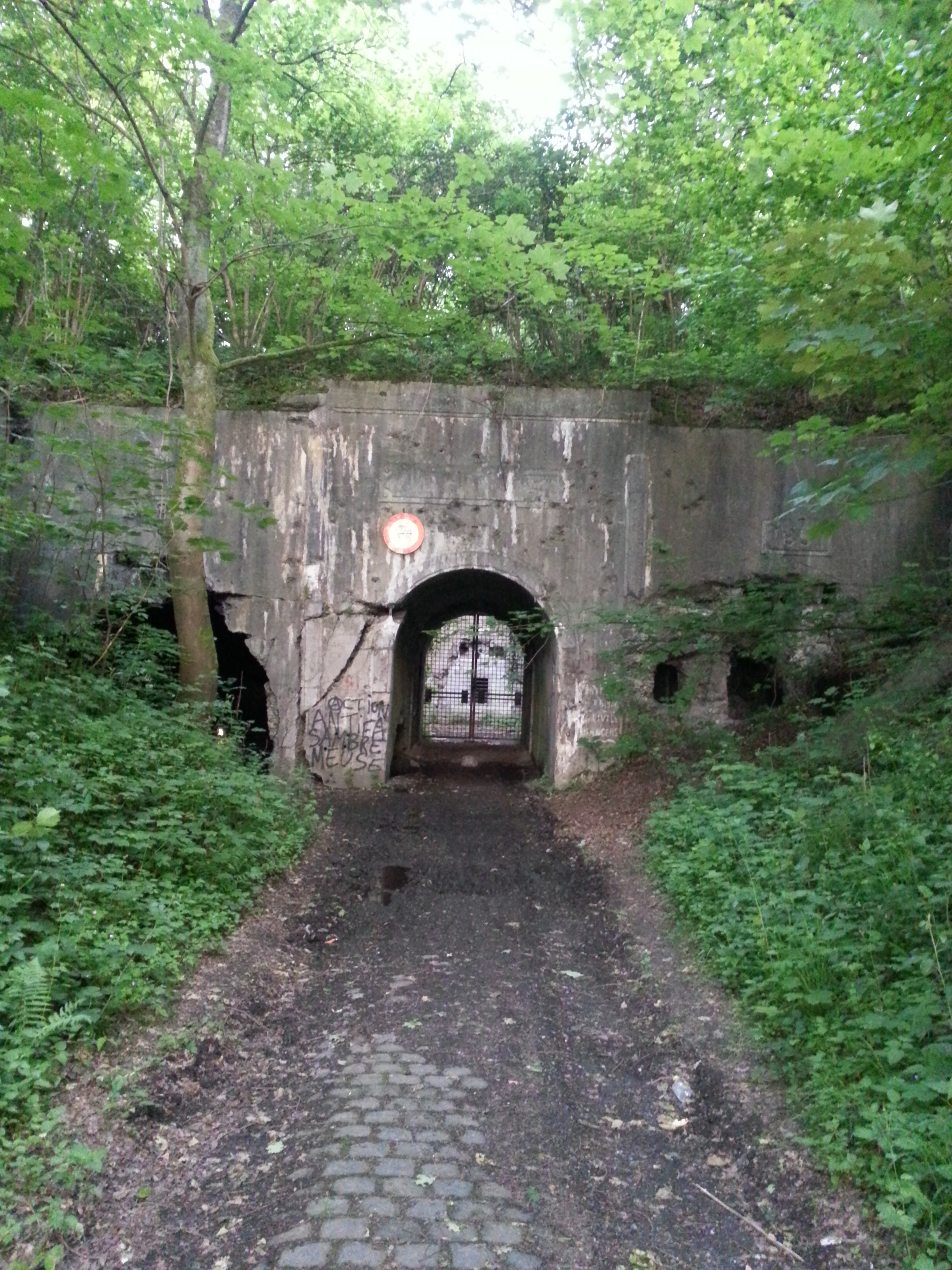
Вход в форт де Дав
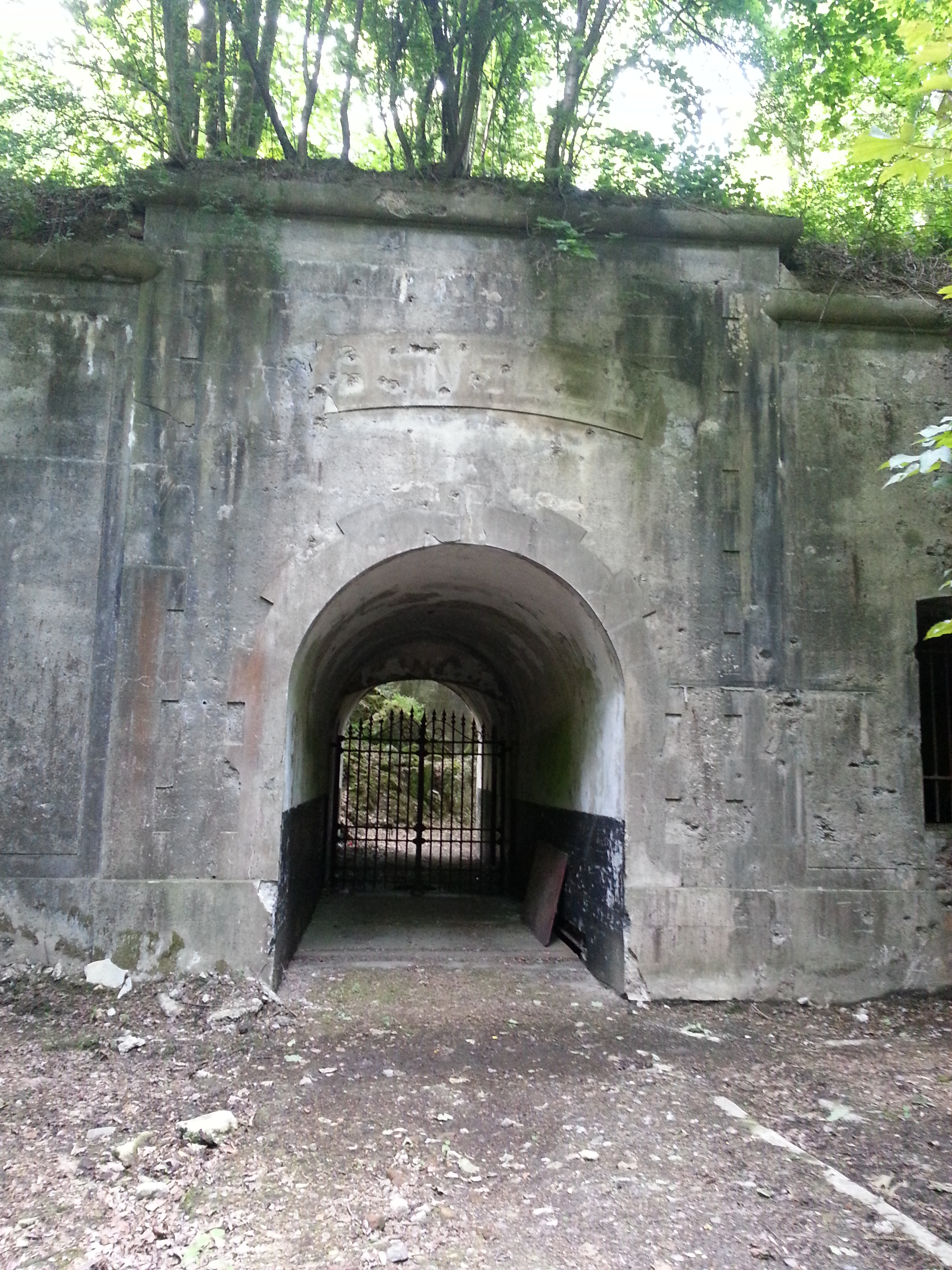
Вход в форт де Когноли
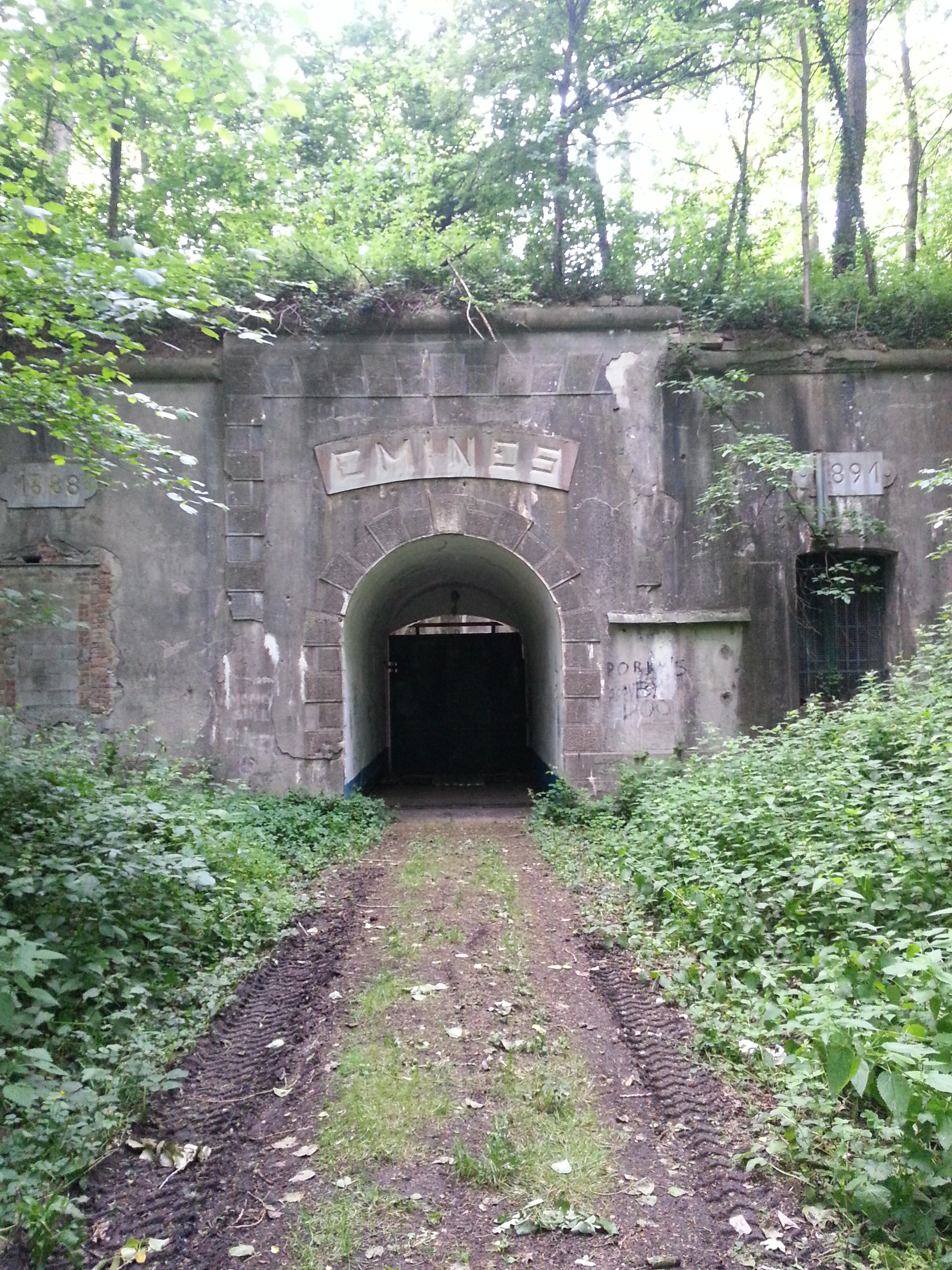
Вход в форт д'Эмин
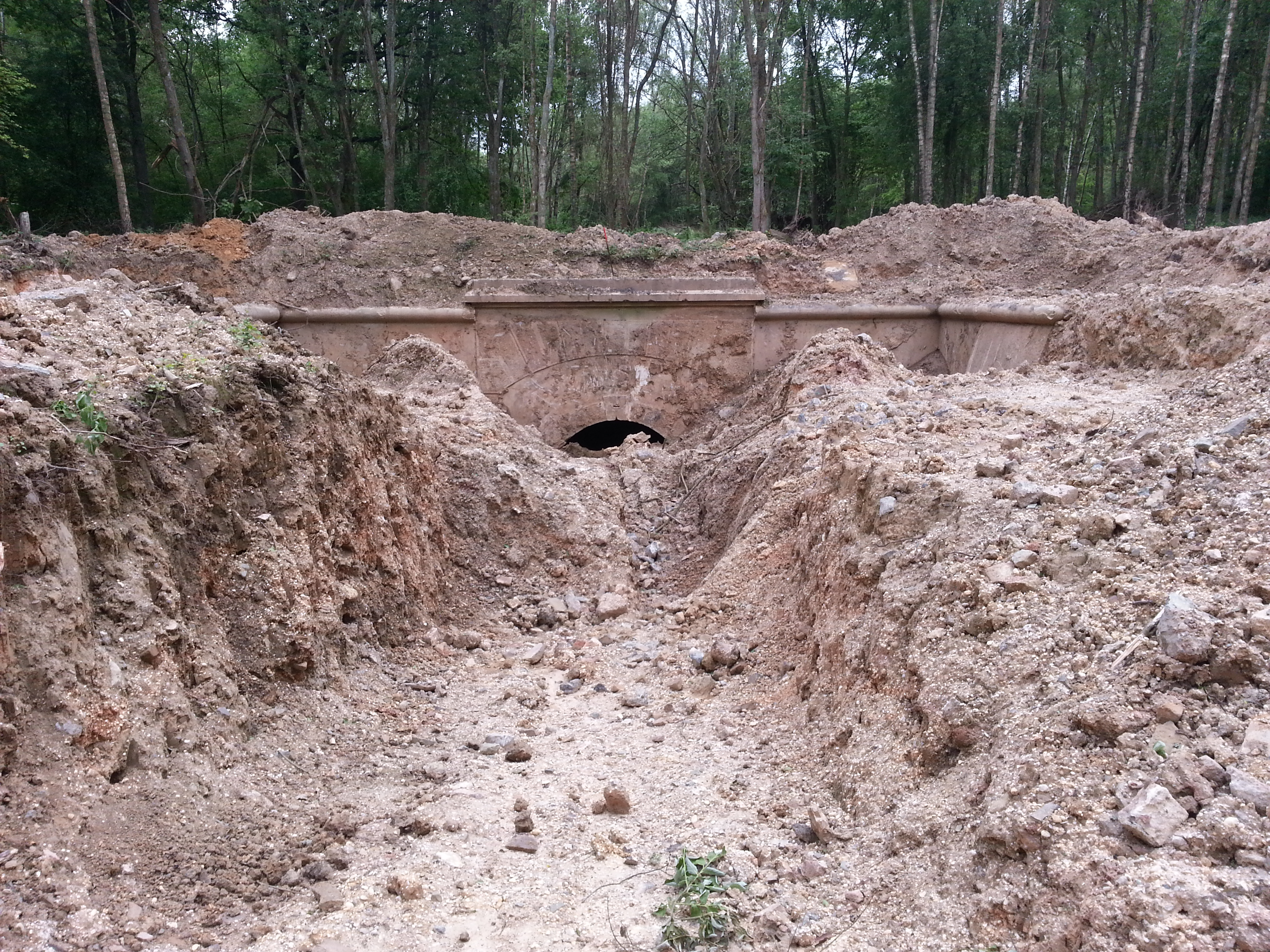
Вход в форт де Сен-Герберт
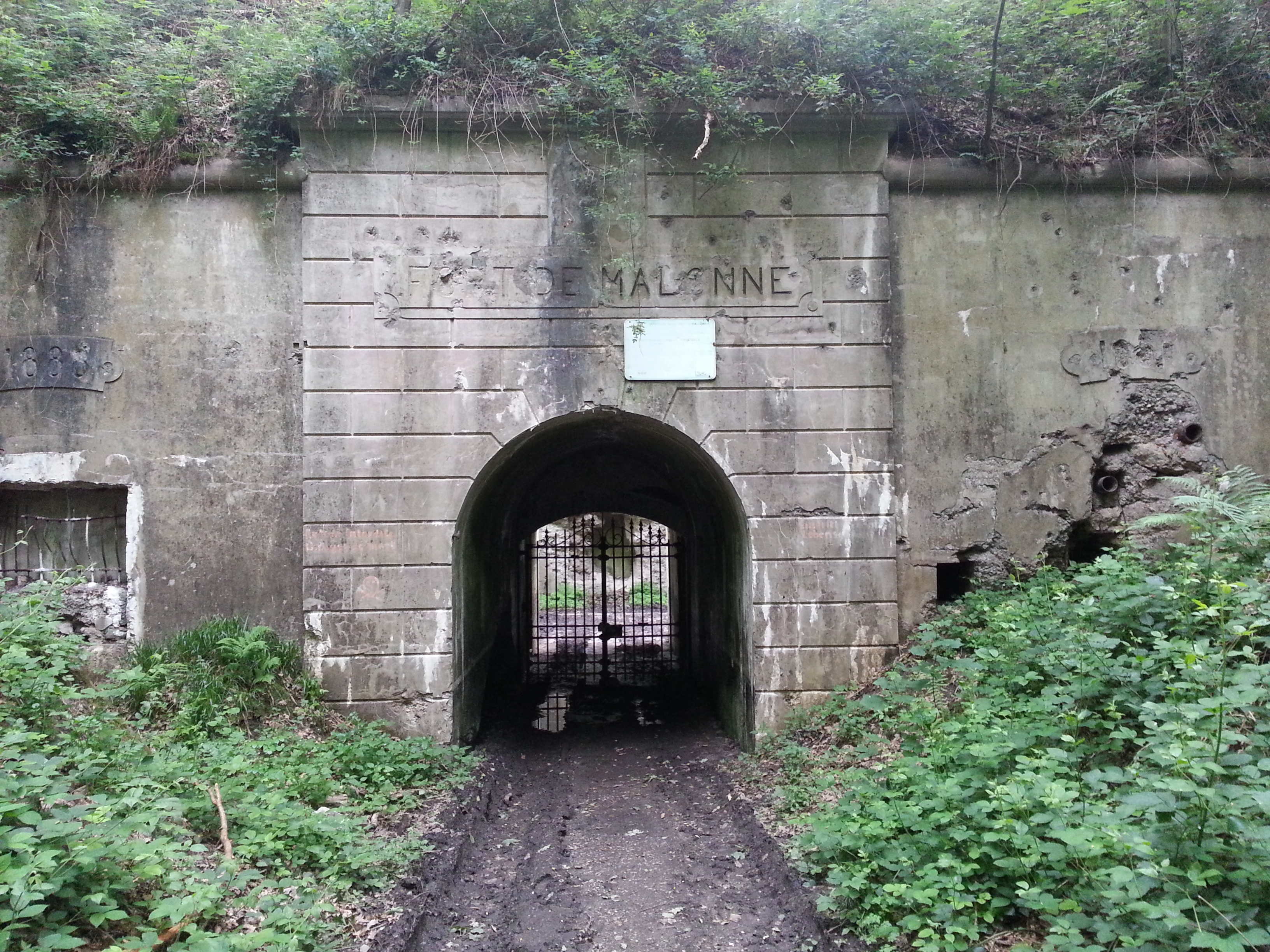
Вход в форт де Малон